# Léon Piginnier
Léon Piginnier est un homme politique français né le 6 avril 1884 à Paris et mort le 23 août 1944 à Malakoff (Hauts-de-Seine).

## Biographie
Fils d'un employé de bureau et d'une plumassière, Léon Piginnier est ouvrier lithographe à Paris. Mobilisé durant la Première Guerre mondiale, il participe à la bataille de Verdun, obtient la Croix de guerre puis est blessé en 1918. D'opinion d'extrême gauche avant guerre, il adhère en 1919 au Parti socialiste et à l'Association républicaine des anciens combattants (ARAC). Il milite à la section de Vanves de la SFIO, qui rallie, comme lui, le Parti communiste en 1920.
Administrateur d'une imprimerie coopérative, qu'il fonde à Malakoff en 1921, il est élu maire de Malakoff en 1925, réélu en 1929 et 1935. À ce poste il fait preuve d'un grande activité, urbanistique et sociale, et participe à l'Union des municipalités ouvrières de la Région parisienne. Son mandat local est conforté par celui de conseiller général du 2e canton de Vanves, qu'il obtient en 1935. 
Lors de élections législatives de 1936, il est élu député de la Seine, dans la neuvième circonscription de l'arrondissement de Sceaux. Inscrit au groupe communiste, il intervient notamment à propos de l'aménagement de la Région parisienne. En 1938 il fait partie d'une délégation en Espagne républicaine. Mais il condamne en 1939 le pacte germano-soviétique. Il démissionne à la fois du Parti communiste, et de son mandat de député, le 30 novembre 1939. Malgré cela, il est déchu, malgré ses recours en justice en 1940, de ses mandats de maire et de conseiller général. Arrêté, il est interné au camp de Buzet-sur-Baïse (Lot-et-Garonne) — où il est traité en paria, situation difficile pour lui comme en témoigne une de ses lettres[réf. nécessaire] — du 11 août 1940 au 11 février 1941, puis aux camps de Saint-Germain-les-Belles et de Nexon. 
Libéré, assigné à résidence en province, il revient à Malakoff, où il est arrêté, avant d'être envoyé en Allemagne. Il y est interné jusqu'en septembre 1942. Il adhère alors au Parti ouvrier et paysan français, comme plusieurs anciens élus communistes de la banlieue rouge, et participe à la collaboration au sein du Comité ouvrier de secours immédiat. Resté à Malakoff avec sa famille, considéré comme traître et « renégat », par une partie de ses anciens camarades, il est exécuté, par les milices patriotiques, lors de la libération de Malakoff, en août 1944, dans des circonstances troubles. 
Bien que « fondateur » de la municipalité « ouvrière » de Malakoff, son nom est longtemps occulté par ses successeurs.

## Sources
- « Léon Piginnier », dans le Dictionnaire des parlementaires français (1889-1940), sous la direction de Jean Jolly, PUF, 1960 [détail de l’édition]
- Jean-Pierre Koscielniak, Les barbelés oubliés. Le camp de Buzet-sur-Baïse, 1940-1941, Le Passage, MRLG, 2015.